# Klaus Witting

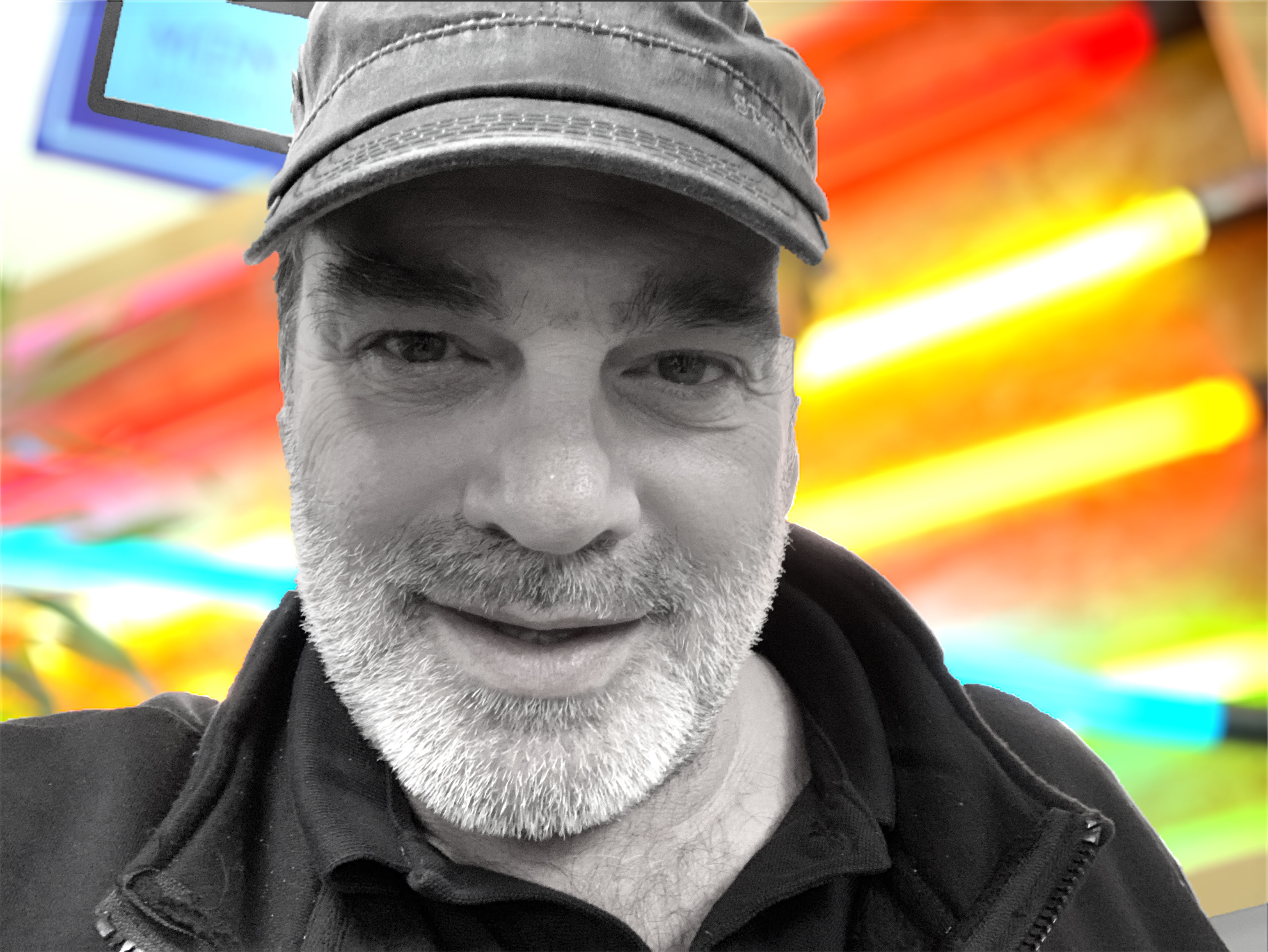
Klaus Witting

Klaus Witting (* Kronstadt, Rumänien) ist ein Fernsehregisseur.

## Leben
Klaus Witting wurde in Kronstadt in Rumänien geboren und siedelte 1974 mit der Familie nach Deutschland um. Nach dem Gymnasium ermöglichten ihm diverse Jobs – von Kameraassistent über Kamera/DOP bis hin zur Regietätigkeit – eine mehrjährige Reise rund um die Welt, mit längeren Aufenthalten vor allem in Australien, Papua-Neuguinea, Südafrika und den USA sowie Expeditionen in die ecuadorianischen Anden oder Segeln im Pazifik und Atlantik. Er begleitete die Hochseeregatta Whitbread Round the World Race und arbeitete an fiktionalen Kinofilmen wie Das Arche Noah Prinzip mit.
1983 nahm er sein Filmstudium am Royal College of Art in London auf und schloss 1986 mit dem Master of Arts ab. Darauf folgte eine langjährige Regietätigkeit für die BBC, Channel Four und ITV sowie in der Werbebranche. Mit der Rückkehr nach Deutschland 1997 verlagerte sich der Schwerpunkt von Wittings Regiearbeit auf TV-Serien. Als Supervising Director und Creative Director war er bei der UFA u. a. bei Serien wie GZSZ und Alles was zählt für die stilistische und regieliche Umsetzung verantwortlich. Als Berater und Producer Consultant wirkte Witting des Weiteren bei Projekten der Bavaria, Shine, Fremantle, Filmpool und TFS mit, sowie als Tutor bei Workshops mit Studenten der HFF München und Filmakademie Baden-Württemberg. Neben seiner Regietätigkeit, widmet er sich zudem dem Schreiben von Drehbüchern und dem Entwickeln fiktionaler Inhalte.
Klaus Witting hat zwei Söhne und eine Tochter und lebt derzeit in Potsdam-Babelsberg.

## Filmografie
- 1990: Fuzzbox: Your Loss My Gain (Kurzfilm)
- 1997: Wildbach (Fernsehserie)
- 1997–1998: Großstadtrevier (Fernsehserie)
- 1998: SOKO München (Fernsehserie)
- 1999: Jets – Leben am Limit (Fernsehserie)
- 2000: Die Wache (Fernsehserie)
- 2001–2002: St. Angela (Fernsehserie)
- 1995–2004: Verbotene Liebe (Fernsehserie)
- 2004: Marienhof (Fernsehserie)
- 2005–2006: Sturm der Liebe (Fernsehserie)
- 2012: Wege zum Glück – Spuren im Sand (Fernsehserie)
- 2008–2015: Gute Zeiten, schlechte Zeiten (Fernsehserie)
- 2006–2018: Alles was zählt (Fernsehserie)
- 2019–2020: Herz über Kopf (Fernsehserie)